# Théodore Gudin

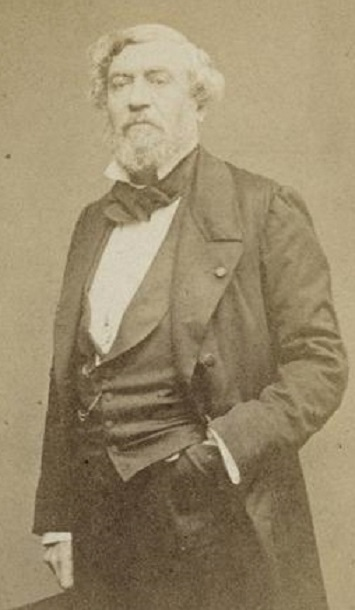
Théodore Gudin.

Jean Antoine Théodore Gudin, född 15 augusti 1802 i Paris, död 11 april 1880 i Boulogne-sur-Seine, var en fransk målare.

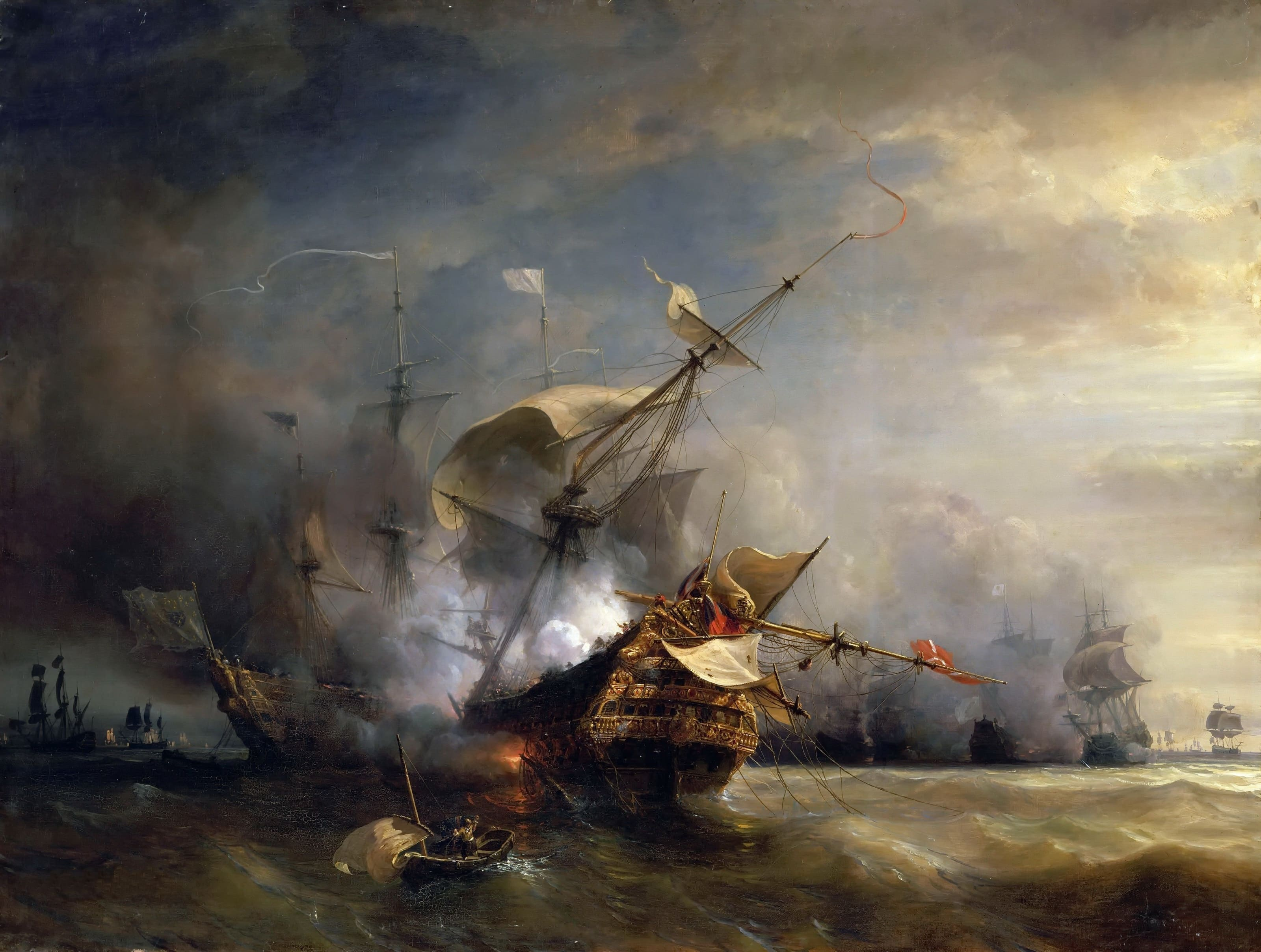
Combat du Cap Lézard (1707), av Jean Antoine Théodore de Gudin.

Gudin var en tid lärjunge hos Anne Louis Girodet-Trioson av den klassiska skolan, men övergav snart dennas traditioner. Sin första framgång vann han 1822, då han utställde sina första sjöbilder, i vilka han lyckades återgiva havets oroliga liv, solglansen i vågorna och luftens förtoningar. Men hans utomordentliga lätthet att arbeta och hans snabbt vunna framgångar förledde honom snart att endast utföra ytligt effektsökande bravurstycken. Han skildrade förnämligast farorna på havet som skeppsbrott och brinnande fartyg med starka ljuseffekter. Mellan 1838 och 1848 målade han för museet i Versailles inte mindre än 48 marina tavlor. Han är även representerad i Berlins nationalgalleri.